# 4 mei-voordracht
De 4 mei-voordracht is een lezing die gegeven wordt tijdens de Nationale Dodenherdenking in Amsterdam. In veel gevallen werd de volgende dag de 5 mei-lezing gegeven. De namen van de sprekers en de titels van de voordrachten staan in onderstaande tabel. De teksten van beide lezingen worden samen gepubliceerd door de CPNB.  
| Jaar | Spreker 4 mei-voordracht | Titel 4 mei-voordracht                   | Spreker 5 mei-lezing         |
| ---- | ------------------------ | ---------------------------------------- | ---------------------------- |
| 2025 | Philip Freriks           | Een gewoon gezin                         | Donald Tusk                  |
| 2024 | Dido Michielsen          | De verloren oorlog                       | Lilian Gonçalves-Ho Kang You |
| 2023 | Marcel Möring            | Mens en medemens                         | Herman van Rompuy            |
| 2022 | Hans Goedkoop            | Wat niet mag                             | Gijs Tuinman                 |
| 2021 | Roxane van Iperen        | Stemmen uit het diepe                    | Angela Merkel                |
| 2020 | Arnon Grunberg           | Nee                                      | —                            |
| 2019 | Diederik van Vleuten     | Als taal tot stilstand komt              | Rosanne Herzberger           |
| 2018 | Daan Heerma van Voss     | Verloren geluiden, eeuwige frequenties   | Stine Jensen                 |
| 2017 | Annejet van der Zijl     | In de mist                               | Nasrdin Dchar                |
| 2016 | Hella de Jonge           | We hebben de doden nooit kunnen begraven | Thomas Erdbrink              |
| 2015 | Ian Buruma               | Wij van na de oorlog                     | David Grossmann              |
| 2014 | Jan Terlouw              | En broederschap?                         | Mary Robinson                |
| 2013 | Pauline Broekema         | Geef mij onze klei maar!                 | Ernst Hirsch Ballin          |
| 2012 | Frank Westerman          | Daden van licht kaliber                  | Joachim Gauck                |
| 2011 | Willem Jan Otten         | Een eisprong in 1945                     | Jaap de Hoop Scheffer        |
| 2010 | K. Schippers             | De komst van de jazz                     | Wim Kok                      |
| 2009 | Wim de Bie               | Raketten en onschuldige burgers          | Frans Timmermans             |
| 2008 | Marga Minco              | Een sprong in de tijd                    | Wim van de Donk              |
| 2007 | Ernst Jansz              | Er staat iemand aan de deur              | Jan Pronk                    |
| 2006 | Nelleke Noordervliet     | De ongrijpbaarheid van het kwaad         | Ruud Lubbers                 |
| 2005 | Bernlef                  | Ons aller geheugen                       | Z.K.H. Willem Alexander      |
| 2004 | Geert Mak                | Voorbij de blanco spaties                | Dick Benschop                |
| 2003 | Remco Campert            | De wolk die niet voorbijtrok             | Alexander Rinnooy Kan        |
| 2002 | F. Springer              | Nooit vergeten                           | Anne van der Meiden          |
| 2001 | Jessica Durlacher        | Op scherp                                | Frits Korthals Altes         |
| 2000 | Inez van Dullemen        | De oorlog heeft veel gezichten           | Cynthia P. Schneider         |
| 1999 | Rudi van Dantzig         | Een armoede die niet verdwijnt           | Bernard de Montferrand       |
| 1998 | Adriaan van Dis          | Een deken van herinnering                | Carl Niehaus                 |
| 1997 | Tessa de Loo             | Toen zat Lorelei nog op de rots          | —                            |
| 1996 | Anna Enquist             | Een avond in mei                         | —                            |
| 1995 | Mies Bouhuys             | Een teken van Leven                      | Koningin Beatrix             |
| 1994 | Jeroen Brouwers          | Steeds dezelfde zon                      | —                            |
| 1992 | Harry Mulisch            | Op de drempel van de geschiedenis        | —                            |